# ジョン・エントウィッスル
ジョン・エントウィッスル（John Entwistle、本名：John Alec Entwistle、1944年10月9日 - 2002年6月27日）は、イングランドのロック・ミュージシャン。ザ・フーのベーシスト、ソングライターとして知られる。ソロのシンガー・ソングライターとしても活動した。
ロック史上最高のベーシストの1人と評価される。

## 生涯

### 生い立ち
1944年、ロンドンのチズィックで、英国海軍の軍人だった父ハーバートと税務署に勤務する母クイ―ニー・モードの間に生まれる。ハーバートからはトランペット、クイーニーからはピアノを習い、7歳の頃には楽譜が読めたという。初めての人前でのステージ経験は、11歳の頃に少年楽隊の一員としてフレンチホルンを演奏したことだった。
12歳の時、アクトン公立中学校でピート・タウンゼントと出会う。14歳になるとデュアン・エディ（Duane Eddy）を聴いたのがきっかけでロックンロールに興味を持つようになる。最初の頃はギターをかじっていたが、やがてベースの方に興味が移り、自宅にあったマホガニー製のダイニングテーブルを使ってベースを自作した。1959年、学友とコンフェデレイツ（The Confederates）というバンドを組み、タウンゼントを迎え入れてデキシーやトラッド・ジャズを演奏した。コンフェデレイツは長く続かなかったが、タウンゼントとはその後もアリストクラッツ（The Aristocrats）やスコーピオンズ（The Scorpions）などというバンドで共にプレイするなど、付き合いを続けた。
アクトン公立中学校を卒業すると、母親の勧めもあり税務署員という堅実な仕事に就くが、それ以降も終業後に音楽活動を続けていた。1961年の夏、中学時代の先輩であったロジャー・ダルトリーに彼のバンド、ディトゥアーズ（The Detours）に勧誘される。エントウィッスルはダルトリーの悪童ぶりを耳にしていたので初めは用心していたが、スコーピオンズを離れても失うものは少ないと判断し、ディトゥアーズに加入する。翌1962年にはタウンゼントも加入。ザ・フーの原型ができ上がりつつあった。そして1964年、ディトゥアーズはバンド名をザ・フー（The Who）に変え、在籍していたドラマーに代えてキース・ムーンを迎えて、同年7月にメジャー・デビューした。

### 1964年-1982年
ザ・フーでは他のメンバーが所狭しと暴れまわる中、涼しい顔で黙々とベースを引き続けるスタイルを貫き通したが、そのリード・ベースとも称される大音量かつ超人的なプレイでバンドを支えた。一方スタジオではベース・ギターに加えて、子供の頃から演奏してきたトランペットやフレンチホルンなど様々な金管楽器を使用して、サウンドに広がりを持たせた。
メンバーの中ではタウンゼントに次いで多くの曲を書いたが、彼の曲はアルバム1枚につき1、2曲程度しか採用されなかった。そのことに欲求不満を感じ、1971年に1stソロ・アルバム『衝撃!! (Smash Your Head Against the Wall)』をリリース。ザ・フーのメンバーで最初にソロ・アルバムを発表したが、当時はバンドに籍を置きながらソロで作品を発表することが異例であったので、一時は脱退説まで流れた。だがタウンゼントは彼のソロ活動に肯定的であり、「ジョンがアルバムを作ったことで、俺達は彼の事をさらに深く知ることができた」と語っている。同アルバムにはザ・フーに提供した「ヘヴン・アンド・ヘル (Heaven and Hell)」の再録音も収録されたが、全米126位に終わった。翌1972年には2ndソロ・アルバム『風の詩 (Whistle Rymes)』をリリース（全米138位）。このアルバムは、森で迷子になった少女が様々な動物と出会うという、彼が作った童話的な物語を元にしたコンセプト・アルバムで、当時では珍しいシンセベースを使用した意欲作だった。
ソロ・アルバムの発表だけでなく、バンドを結成してライブ活動を始めた。1973年6月、前2作とは打って変わって1950年代のロックン・ロールの色彩が極めて強い3rdアルバム『死後硬直 (Rigor Mortis Sets in)』を発表し（全米174位）、制作に参加したトニー・アシュトン（キーボード）、グラハム・ディーキン（ドラム）らとライゴー・モーティス（Rigor Mortis）を結成してプロモーションを兼ねたツアーを行った。1974年、ザ・フーの他のメンバーが映画『トミー』の制作にかかりきりになっている間隙に、ディ―キン、ロバート・ジョンソン（ギター、ヴォーカル）らと12人編成のジ・オックス（The Ox）を結成して12月と1975年1月にイギリス・ツアーを行なった。そして同年2月、前作同様にロックン・ロール色が強いアルバム『マッド・ドッグ (Mad Dog)』をジョン・エントウィッスルズ・オックス名義で発表して（全米192位）、ディ―キン、ジョンソン、マイク・ディーカン（キーボード）、ジェフ・デイリー（サクソフォーン）と2月21日から3月23日まで全米18の都市を廻るツアーを行った。だがアルバムの売れ行きは低調で、ツアーも赤字に終わり、彼に大きな負債を残した。これ以降、しばらくソロ活動から遠ざかる。
1978年のキース・ムーンの死を乗り越え、1981年、6年ぶりのソロ・アルバム『最後のヒーロー (Too Late the Hero)』を発表。ジョー・ウォルシュが大きく貢献した同アルバムは全米71位と彼のアルバムで最高の売上げを記録した。

### 1983年以降
1983年にザ・フーは解散。1986年にザック・スターキー、ヘンリー・スモールらを迎えて6枚目のソロ・アルバム『ザ・ロック (The Rock)』を製作したが、契約したレーベルがFBIによって閉鎖された為にお蔵入りになった。この後は主役を務めるような音楽活動からは遠ざかり、やがて彼が経済的に困窮しているという話がメディアで取り沙汰され始めた。
1987年、楽器フェアのプロモーションのために初来日。ザ・フーのメンバーの中で最初に日本の土を踏んだ。1990年にはウォルシュ、キース・エマーソン、ジェフ・バクスター、サイモン・フィリップスとザ・ベスト（The Best）を結成して、そのツアーで2度目の来日を果たした。ザ・ベストは一部から「落ち目スターの荒稼ぎ」と揶揄され、客の入りはよくなかったという。1995年にはリンゴ・スター&ヒズ・オールスター・バンドに参加して、そのメンバーとして3度目の来日を果たした。
1994年から1996年にかけて、ジューダス・プリーストのギタリストであるグレン・ティプトンのソロ・アルバムの制作にドラマーのコージー・パウエルと共に参加。ティプトンが作曲とボーカルの全てを担当し、彼はベースの演奏に徹した。しかしこのアルバムもお蔵入りになってしまった。
1996年、スティ―ヴ・ルオンゴ（ドラム）、ゴドフリー・タウンゼント（ギター）、ゴードン・コッテン（キーボード）とジョン・エントウィッスル・バンド（The John Entwistle Band）を結成して、ツアーを行なった。未発表だった6枚目のソロ・アルバム『ザ・ロック (The Rock)』が、制作後10年を経てようやく発表された。
2000年、ジョン・エントウィッスル・バンド名義のアルバム『ミュージック・フロム・ヴァンパイアズ (Music from Van-Pires)』が発表された。怪奇趣味のあった彼の作品らしく吸血鬼がテーマに取り上げられており、生涯最後のスタジオ・アルバムとなった。
2001年11月、アラン・パーソンズが主宰した企画であるビートルズのトリビュート『ア・ウォーク・ダウン・アビー・ロード（A Walk Down Abbey Road)』のメンバーとして来日した。この結果、彼が音楽活動で日本を訪れたのは合計4回になった。しかしザ・フーのメンバーとして来日する機会は生涯一度もなかった。

### 死去
ザ・フーの全米ツアー初日を翌日に控えた2002年6月27日、宿泊先のラスベガスのハードロック・ホテル・アンド・カジノで死亡しているのが発見された。享年57歳。彼は地元のストリッパーでグルーピーのアリセン・ロウズ（Alison Rowse）とベッドを共にしており、ロウズは翌朝目覚めると彼の体が冷たくなっていたと証言した。ラスベガスの検屍官は、コカインの摂取による心臓発作が死因であると断定した。血流中のコカイン量はそれほど多くなかったが、心臓の既往症によって損傷を受けていた冠状動脈がコカインに影響を受けて、致命的な発作を引き起こしたと考えられた。
ラスベガスの地元紙は、彼の死亡した夜には「アダルトエンターテイナー」が彼の部屋を訪れていた、と報じたが、ザ・フーの関係者は表向きには「そのような話はない」と否定した。タウンゼントは2012年に出版した自伝に「ジョンはコカインをやっていて、女の子といっしょだったという。あとになってその子は行きずりの相手であり、ジョンが死んだことを通報したのも彼女だったと判明した。最悪の気分だった」と記している。ダルトリーは2018年に出版した自伝で「もし彼のベッドにガラスケースが置かれ、その中にまだ彼がいたなら、彼はきっと喜んだだろう。ここがまさに自分がいるべき場所だと思ったに違いない。ロックンロールだ」と記した。
彼の急死によってツアーの開始が危ぶまれたが、タウンゼントとダルトリーは「ジョンもツアーの続行を望んでいるはずだ」と、代役にセッション・ベーシストのピノ・パラディーノを立てて、ツアーを開始した。葬儀は7月10日、グロスタシャーのストウ＝オン＝ザ＝ウォルドの聖エドワード教会で行われ、ダルトリー、タウンゼントの他に、ムーンの後任として1978年にザ・フーに加わったケニー・ジョーンズも出席した。遺体は火葬され、息子クリストファーの手によってストウ＝オン＝ザ＝ウォルドにあった彼のヴィクトリア朝の大邸宅（Quarwood）の敷地に散骨された。

### その後
ザ・フーは2001年のツアー以後、2023年に至るまで彼の後任に正式メンバーを迎えず、パラディーノらをサポート・メンバーに迎えて活動している。
2004年に発売されたザ・フーの約20年ぶりの新作シングル『リアル・グッド・ルッキング・ボーイ (Real Good Looking Boy)』のA面収録曲「リアル・グッド・ルッキング・ボーイ」では、グレッグ・レイクがベースを弾いた。B面収録曲「オールド・レッド・ワイン (Old Red Wine)」はエントウィッスルに捧げられた。
2006年、約10年前にティプトン、パウエルらと制作したアルバムが、ティプトン、エントウィッスル＆パウエル（Tipton, Entwistle & Powell）の名義で『エッジ・オブ・ザ・ワールド (Edge of the World)』として発表された。
彼が集めた何百本にも及ぶベースやギターは、相続税対策の為に息子クリストファーによってロンドンのサザビーズで競売にかけられた。 大邸宅Quarwoodと多くの所有物は、皮肉にもかつての職場である租税検査官の内国税収入に応じた課税要求に応じるため、売り払われた。 

## 音楽スタイル
彼のアタック音を効かせた上でのすばやい運指は、正にリード・ベースと呼ばれるにふさわしい奏法で、彼に"Thunderfingers"の渾名を与えた。そのプレイは、ギターの代わりにオブリガートを主張し、さらにメロディを奏でる特異的なものであった。タウンゼントはリズム・カッティングやコード演奏に徹して、「ザ・フーはベースとドラムがリード楽器でギターがリズム楽器と、本来の役割が逆転していたところがユニークだった」と語っている。ザ・フーの大ヒット曲「マイ・ジェネレーション」を聴いた当時のイギリスのミュージシャンは、エントウィッスルの有名なベース・ソロをギター・ソロだと勘違いしていた、という逸話もある。だが、彼はあくまでバンドのアンサンブルを重視しており、彼のベース・ソロをフィーチャーした曲は少ない。
ステージでは、派手に動き回るタウンゼントやダルトリーと異なり、マイクスタンドの前に直立不動で黙々とプレイする姿勢を貫いた。彼のもう一つの渾名である"The Ox"はこれに由来する。本人は「動き回らないほうがいい演奏ができることに気付いた。それにリードボーカルをとることもあったし、いやと言うほどバッキングボーカルも歌わなきゃならなかったからね」と語っている。彼はベースを聴衆の正面に向けつつ斜め前に構え、さらに顔はヘッドの方へ向けるという独特の弾き方をしていたので、聴衆からは体を客席に対して右に向けて立っているように見えた。
自作曲ではリードボーカルをとることが多かった。またかなり高い裏声が出せて、コーラスワークではファルセットを駆使して重要な役割を果たした。一方、地声は低く、その低音を活かして「ボリスのくも野郎」、「サマータイム・ブルース」、「サクセス・ストーリー」といった曲で台詞を担当した。スタジオでは上記のとおり様々な金管楽器の演奏を一手に引き受けたほか、自作曲においてキーボードを演奏することもあった。
ザ・フーのメンバーで最も早くソロ活動に着手したが、レコードの売り上げにはつながらなかった。チャートの100位以内に入ったソロ・アルバムは5作目の『最後のヒーロー』だけで、その後のアルバムはチャートインすら果たせなかった。

## 人物
クールな性格で、タウンゼントからは「ジョンは何に対しても無関心だった」と指摘されている。ビル・ワイマンは「私生活では最も静かな人物であるが、ステージ上では最もやかましい人物である」と評している。他のメンバーのように感情的になることは少なかったが、観客が暴徒化し警察がコンサートを強制終了させたことに腹を立て、ベースをアンプに叩きつけたことがある。また1966年には、バンド内で頻繁に起きる喧嘩に辟易し、ムーンと共に脱退することを考えたこともあるという。
元妻のアリソン・ワイスは、ザ・フーの演奏時にカメラが派手な動きのダルトリーとタウンゼントばかり映して夫を映さないことを不満に思っていた。彼は派手な服を着てお洒落をしていたという。
怪奇趣味があり、自作曲のテーマもクモ、死後の世界、変質者、アル中患者など、一般的に嫌忌されがちなものを取り入れることが多かった。彼が愛用したクモを模ったペンダントや、1970年の第3回ワイト島ロック・フェスティバルで着用した骸骨スーツにその一端が垣間見える。
ザ・フーのアルバム『ザ・フー・バイ・ナンバーズ』（1975年）のジャケットのイラストは、彼の作品である。
銃器を所持していた。映画『キッズ・アー・オールライト』の中で、彼が自宅の庭でゴールド・ディスクを的にして銃を撃っているシーンがあるが、このゴールド・ディスクはダルトリーの物だった。
レッド・ツェッペリンという名前は自分が考えたと主張していた。だがジミー・ペイジは「エントウィッスルが何と言おうと、あれはキース・ムーンのアイデアだ」と完全に否定している。ただしムーンが自分のアイデアだとペイジに偽った可能性はある。
私生活では結婚と離婚をそれぞれ二回ずつ経験した。1967年6月、幼馴染のアリソン・ワイス（Allison Wise）と結婚して、1972年に長男クリストファーを得たが、1984年12月に離婚。1978年に出会ったアメリカ人のマキシン・ハーロウ（Maxene Harlow）と1991年9月に再婚したが、1997年に離婚した。

## 評価

### ザ・フーのメンバーによるもの
ピート・タウンゼントはエントウィッスルを深く信頼し、彼が弾くベースの音色は彼にしか出せないとしている。
- 「ジョンのサウンドは本当に大きくて、豊かで、有機的だったからね。ジョンが亡くなってからは、ステージにすっぽり大きな穴が空いちゃってね、実は俺としてはそこに入り込むことでいろいろ隙間をみつけて自分の音を拡げることもできたんだよ。だから、ギター・プレイヤーとしては、仕事はジョンがいない方がやりやすいと言わざるをえないんだよね。だけど、あのとてつもなくて、力強くて、ドライヴのかかった、肉感的な音をなんとか再現したいザ・フーのメンバーとしては、ジョンはいなくなってしまったと諦めざるをえないんだよ。もう俺の力じゃあれを再現することはできないね」[53] - ピート・タウンゼント
- 「ジョンは大事な存在だ。決して俺を見放さない。（死んでしまった）今も勇気づけ励ましてくれる。いいミュージシャンだ、と言ってくれた。俺の元気の素だったよ」[43] - ピート・タウンゼント

### 他のミュージシャンによるもの
同じベーシストだけに留まらず、他の楽器のプレイヤーからも高く評価されている。
- 「エントウィッスルはロック史上最高のベーシストの1人だと思う。縁の下の力持ちという立場にとどまることなく、凄まじいテクニックとサウンドをもって、ベースという楽器が持つ無限の可能性を証明してみせた」[54] - ゲディ・リー
- 「ジョン・エントウィッスル、そしてクリス・スクワイアがこの世を去った今、私たちはクラシックロック史上最高のベーシスト2人を失ったことになる」[55] - リック・ウェイクマン
- 「俺のようなプレイヤーは他にいないと思う。ずっとジョン・エントウィッスルに憧れてたけど、そのポジションはもう埋まってた。だから俺はその出来損ないになったんだ」[56] - レミー・キルミスター
- 「彼は史上最高のロックンロール・ベーシストだ。永久にね」[57] - レミー・キルミスター
- 「（「マイ・ジェネレーション」のベースソロは）墓碑に刻むべきさ。驚異的だ」[43] - ノエル・ギャラガー

2007年に発表されたザ・フーの伝記ドキュメンタリー『アメイジング・ジャーニー』（Amazing Journey: The Story of The Who）で、ピノ・パラディーノ、スティング、ビリー・シーン、ジ・エッジ、ジェフ・バクスターらが称賛のメッセージを寄せている。

### メディアによるもの
ロック史上最高のベーシストの1人という評価が確立している。
- 2011年、ローリング・ストーン誌が選んだ「最も偉大なベーシスト」で第1位[58]。
- 2020年、同誌の「史上最高のベーシスト50選」で第3位（ロック・ベーシストの中では第1位）[54]。

## 使用機材
フェンダー・プレシジョンベース
デビュー時から1971年ごろまでメインで使用。当時は他にもエピフォン、リッケンバッカー、ヴォックス製の物を並行して使用していた。
1997年の2度目の離婚の慰謝料を捻出する為に売りに出されたものを、中村梅雀が購入した。
ギブソン・サンダーバードIV
1971年から1972年にかけて使用。
フェンダーバード
1973年から1974年にかけて使用。上記のサンダーバードIVのボディーに、フェンダー・プレシジョンベースのネックを取り付けたエントウィッスルオリジナルの改造ベースギターである。この他にもギブソン・エクスプローラーと同シェイプのベースにやはりプレシジョンベースのネックを取り付けた「エクスプローラーバード」もある。
アレンビック・シリーズ1／エクスプローラー・ベース
1974年から1985年まで使用。エクスプローラーシェイプの方は、ヘッドがV字型になっているバージョンもある。ボディには蜘蛛の巣の模様が描かれていた。
ワーウィック・バザード
1986年から1996年頃まで使用。猛禽をモチーフにエントウィッスルが自らデザインした変形ベースギター。主にブラック一色のものを使用していたが、他のカラーのものも存在する。
ステイタス・グラファイト・バザード
1996年から死亡する2002年まで使用。ベース全体の形状は上記のワーウィック・バザードをほぼそのまま踏襲しているが、使用されているボディ・ネック材の他、ピックアップやコントロール等のハードウェアが全てステイタス社のものに一新されている。低音部と高音部をパラレル出力し、ラックエフェクターや特注のスピーカーシステムを使用することで、ボトムの効いたベース音と激しいディストーションサウンドを両立させていた。
この他にも斧や炎をモチーフにしたオリジナルの変形ベースを多数オーダーメイドしていた。

## ディスコグラフィ

### ソロ・アルバム

#### スタジオ・アルバム
- 『衝撃!!』 - Smash Your Head Against the Wall （1971年）
- 『風の詩』 - Whistle Rymes （1972年）
- 『死後硬直』 - Rigor Mortis Sets in （1973年）
- 『マッド・ドッグ』 - Mad Dog （1975年）
- 『最後のヒーロー』 - Too Late the Hero （1981年）
- 『ザ・ロック』 - The Rock （1986年製作、1996年発売）
- 『ミュージック・フロム・ヴァンパイアズ』 - Music From Van-Pires （2000年）

#### ライブ・アルバム
- 『キング・ビスケット・ライヴ』 - King Biscuit Flower Hour Presents in Concert （1996年） 
アルバム『マッド・ドッグ』発表後に行なわれたジョン・エントウィッスルズ・オックスのアメリカ・ツアーから、1975年3月15日のフィラデルフィア公演のライブ[64]。インタビュー付き。
- Left for Live （1999年）
1998年6月から11月までのライブ。

#### 編集アルバム
- Anthology 1971-1981 （1996年）[65]
1stアルバム『衝撃!!』から5thアルバム『最後のヒーロー』までのアルバムからの選曲。全18曲を収録した1枚組CD。
- THUNDERFINGERS: The Best Of John Entwistle （1996年）
Anthology 1971-1981と同様の企画だが選曲が少し異なる。全18曲で1CD。
- So Who's The Bass Player? -The Ox Anthology- （2005年）
オールタイム・ベスト。1stアルバム『衝撃!!』から7thアルバム『ミュージック・フロム・ヴァンパイアズ』までのスタジオ・アルバムと、ライブ・アルバム『キング・ビスケット・ライヴ』及び『Left for Live』からの選曲。全38曲を収録した2枚組CD。
- Rarities Oxhumed - Volume One （2022年）[66]

### ティプトン、エントウィッスル＆パウエル
- 『エッジ・オブ・ザ・ワールド』 - Edge of the World （1994-1996年録音、2006年発売）
本来はグレン・ティプトンのソロ・アルバム。

### 参加作品
一部、引用文献より。
- So Sad About Us / Love Will Continue - The Merseys（1966年）[68]
- Suspicion / Blind Date - Vivian Stanshall and Gargantuan Chums[69]（1970年）[70]
- Tommy as performed by London Symphony Orchestra and English Chamber Choir with Guest Soloists（1972年）[注釈 23]
- Tommy The Original Soundtrack Recording（1975年）
- Flash Fearless Vs. the Zorg Women, Parts. 5 and 6（1975年）
- Any Road Up - The Steve Gibbons Band（1976年）
- Rollin' On - The Steve Gibbons Band（1977年）[注釈 24]
- One of the Boys - Roger Daltrey（1977年）
- Fabulous Poodless - Fabulous Poodles（1977年）[71]
- Rough Mix - Pete Townshend and Ronnie Lane（1977年）
- Love Me Tender / Still Still Still - Newport Male Voice Choir[72]（1977年）[73]
- Love Me Tender - Newport Male Voice Choir（1978年）[74]
- Music From The Soundtrack Of The Who Film Quadrophenia（1979年）
- McVicar The Original Soundtrack Recording（1980年）
- Ringo Starr and His Third All-Starr Band-Volume 1 （1997年）
リンゴ・スター&ヒズ・オールスター・バンドが1995年6月27日に日本武道館で行なった公演のライブ・アルバム。エントウィッスルは当時ベーシストとして在籍しており、自作曲「ボリスのくも野郎」ではボーカルもとっている。
- Songs from The Material World -A Tribute to George Harrison- （2003年）
ジョージ・ハリスンへのトリビュート・アルバム。エントウィッスルは『ジョン・エントウィッスル＆トルク』として「ヒア・カムズ・ザ・サン」を演奏。彼はベースだけを担当してボーカルはとっていない。彼はハリスンが死去した7ヶ月後に死去したことから、解説書では本作の録音は彼が死去する直前だったのではないかと推測されている。